# On-Board Equipment (OBE)
On-Board Equipment (OBE) – urządzenie pokładowe do geolokalizacji poruszającego się pojazdu, wykorzystywane jako komponent systemu poboru opłat e-TOLL. Poprzez urządzenia OBE możliwe jest także przesyłanie danych geolokalizacyjnych do systemu SENT-GEO.
Do urządzeń OBE zaliczają się:
- zewnętrzny system lokalizacyjny (ZSL)[3]
- urządzenie pokładowe (OBU, ang. On-Board Unit)[4]
- urządzenie mobilne wyposażone w aplikację e-TOLL PL[5] udostępnioną przez KAS

## Zewnętrzny System Lokalizacyjny (ZSL)
ZSL to urządzenie wykorzystujące technologię GNSS do zbierania informacji o pozycji pojazdu, które następnie przesyłane są poprzez technologię GSM na serwery operatora – firmy zewnętrznej zajmującej się dostarczaniem usług monitorowania pojazdów. Operator po otrzymaniu danych przekazuje je do SPOE-KAS oraz, jeśli przejazd objęty jest zgłoszeniem SENT, również do SENT-GEO.
Urządzenie ZSL wpinane jest na stałe w instalację elektryczną pojazdu w sposób uniemożliwiający bezpośredni dostęp przez użytkownika. Rozpoczyna oraz kończy ono przesyłanie informacji do systemu e-TOLL dzięki technologii geofencingu.
Urządzenie ZSL oprócz przesyłania danych do SPOE-KAS i GENT-GEO może jednocześnie służyć jako lokalizator GPS do użytku prywatnego. Można go nabyć na zasadach wolnorynkowych, tj. np. poprzez model kaucyjny, sprzedaży wynajmu.

## Urządzenie pokładowe OBU
OBU to przenośny moduł do lokalizacji pojazdu, który tak samo jak urządzenie ZSL wykorzystuje technologie GNSS i GSM do zbierania danych geolokalizacyjnych  i  przekazywania ich do operatora. Informacje te następnie przekazywane są do SPOE-KAS i opcjonalnie do SENT-GEO. 
OBU przeznaczone jest do samodzielnej instalacji w pojeździe – może być ono podłączone np. poprzez gniazdo OBD lub złącze zapalniczki wewnątrz pojazdu. 
Przy użyciu urządzeń OBU możliwe jest korzystanie z Europejskiej Usługi Opłaty Elektronicznej (EETS).
Urządzenie OBU może służyć jednocześnie jako lokalizator GPS do użytku prywatnego. Urządzenie można nabyć na zasadach wolnorynkowych.

## Aplikacja mobilna e-TOLL PL
Aplikacja e-TOLL PL jest darmowym narzędziem udostępnionym przez Szefa KAS do poboru opłaty elektronicznej w ramach systemu e-TOLL. Umożliwia ona namierzanie poruszającego się pojazdu poprzez wykorzystanie technologii GNSS i przesyłanie danych lokalizacyjnych bezpośrednio do SPOE-KAS i opcjonalnie do SENT-GEO. Za jej pośrednictwem możliwe jest także doładowanie stanu konta w systemie e-TOLL oraz sprawdzenie historii przejazdów po drogach płatnych z okresu 3 ostatnich miesięcy.
Od 30 września 2021 e-TOLL PL jest jedyną aplikacją mobilną do obsługi systemów e-TOLL i SENT-GEO.
Aplikacja e-TOLL jest dostępna do pobrania na systemy Android i iOS.